# Чувари галаксије 2
Чувари галаксије 2 (енгл. Guardians of the Galaxy Vol. 2) је амерички научнофантастични суперхеројски филм из 2017. године, редитеља и сценаристе Џејмса Гана и наставак филма Чувари галаксије из 2014. године. Продуцент филма је Кевин Фајги. Ово је петнаести наставак у серији филмова из Марвеловог филмског универзума. Музику је компоновао Тајлер Бејтс.
Глумачку екипу чине Крис Прат, Зои Салдана, Дејв Батиста, Вин Дизел, Бредли Купер, Мајкл Рукер, Карен Гилан, Пом Клементиф, Елизабет Дебики, Крис Саливен, Шон Ган, Силвестер Сталоне и Курт Расел. У филму, Чувари галаксије путују кроз космос док помажу Питеру Квилу да сазна више о свом мистериозном пореклу.
Филм је званично најављен на Сан Дијего Комик Кону 2014. године, пре изласка првог дела, када је најављено да ће Ган режирати и овај филм. Снимање је почело у фебруару 2016. у Округу Фејет, Џорџија, а завршено је у јуну исте године, док су многи чланови филмске екипе промењени због својих других обавеза. Ган је одлучио да смести радњу филма кратко након догађаја из претходног остварења, како би истражио нове улоге ликова као Чувара галаксије и како би истражио причу о Квиловом оцу, која је започета у претходном филму. Расел је потврђен као Квилов отац у јулу 2016, када је добио улогу Ига, иако овај лик у стриповима није Квилов отац.
Филм је премијерно приказан 10. априла 2017. у Токију, док је у америчким биоскопима реализован 5. маја исте године. Зарадио је преко 863 милиона долара широм света, чиме је надмашио свог претходника, а био је и осми филм по заради из 2017. године. Филм је добио похвале за визуелне ефекте, режију, музику, хумор и глуму, иако су га неки критичари сматрали слабијим у односу на претходни филм. На 90. додели Оскара био је номинован у категорији за најбоље визуелне ефекте. Наставак, Чувари галаксије 3, у коме се Ган вратио као режисер и сценариста, премијерно је приказан 2023. године.

## Радња
Новооформљена група хероја коју чине Питер Квил, Гамора, Дракс Разарач, Беба Грут и Рокет себе назива Чуварима галаксије. Ајеша, лидер напредне расе ванземаљаца чија кожа је прекривена златом, предаје Чуварима Гаморину сестру Небулу у замену за батерије које је Небула покушала да украде од чудовишта из друге димензије. Након што схвати да је Рокет украо батерије за себе, Ајеша наређује напад на брод Чувара галаксије, Милано. Необична појава уништава све дронове који су пратили Чуваре и они падају на оближњу планету. Тамо сазнају да је појава која их је спасила Квилов отац, Иго. Он позива тим у свој дом, али Рокет и Грут одлучују да остану код брода и чувају Небулу.
У међувремену, Ајеша ангажује Јондуа Удонту и његову посаду, који су сада избачени из веће групе познате као Свемирски одметници (енгл. Ravegers) због трговине робљем. Они заробе Рокета, али када Јонду оклева са Квилом, ког је одгајио, један од његових поручника, Тејзерфејс, сумња у Јондуову објективност и уз Небулу организује пуч против капетана брода. Небула одлази у потрагу за Гамором, коју криви за мучење током одрастања које је спроводио њихов усвојитељ - Танос. Заточени, Јонду и Рокет се зближавају са циљем бекства. Уз помоћ Грута и једног од Јондуових сарадника, који је заправо био против пуча, они беже са брода пре него што га дигну у ваздух. Пре него што издахне, Тејзерфејс упозори Ајешу да је Јонду побегао и открива његову локацију.
Иго, припадник древног народа Селестијала, открива да је уз помоћ својих моћи манипулације материјом створио себи планету за дом и да одатле, у различитим пројекцијама, путује Универзумом и трага за одговорима који га муче. Тако је упознао Квилову мајку, Мередит. Он је ангажовао Јондуа да отме Квила након Мередитине смрти и од тада трага за Квилом. Иго учи Квила како да манипулише снагом Селестијала. Небула стиже на Игову дом-планету и напада Гамору. У борби, њих две склапају примирје након што пронађу пећину препуну посмртних остатака. Иго открива Квилу да је на својим путовањима оставио на хиљаде остатака генетског материјала којима ће проширити своје моћи, али да би их активирао потребан му је још један припадник расе Селестијала. Због тога је зачео са хиљадама жена широм Универзума и ангажовао Јондуа да за њега киднапује његове властите потомке, од којих ниједан није успео да активира моћ Селестијала. На Игов наговор, Квил му помаже да активира моћ која креће да прождире светове, али се Квил окреће против Ига када сазна да је он изазвао тумор који је убио Мередит, јер је за њега представљала дистракцију од оригиналног плана.
Мантис, Игова слушкиња појачане емпатије, зближава се са Драксом и открива Игов план. Гамора у Небула се срећу са Јондуом, Грутом и Рокетом, који такође знају шта Иго смера. Чувари налазе Игов мозак у самом средишту његове дом-планете, али их нападају Ајешини дронови. Рокет конструише бомбу од раније украдених батерија, коју Грут уноси у Игов мозак. Користећи нове моћи, Квил се бори са својим оцем док Чувари не побегну заједно са Јондуом и Мантис. Бомба експлодира и убија Ига, као и читаву планету. Квил губи моћи које је раније добио од Ига. Јонду се жртвује за Квила и умире у бестежинском простору. Квил схвата да је разлог због ког га Јонду није одвео оцу управо то што је Јонду знао да би Иго убио Квила моћи Селестијала. Небула одлази у потрагу за Таносом, ког жели да убије својим рукама. Одметници и Чувари организују сахрану Јондуу.
У серији завршних сцена: Краглин, Јондуов савезник, успе да контролише његову телекинетичку стрелу; лидер Одметника се састаје са својим саборцима; Грут израста у тинејџера; Ајеша ствара биће којим планира да уништи Чуваре и даје му име Адам; група незаинтересованих Надзорника напушта састанак на ком се дискутује о њиховим утисцима које носе са Земље.

## Улоге
| Глумац            | Улога                  |
| ----------------- | ---------------------- |
| Крис Прат         | Питер Квил / Стар Лорд |
| Зои Салдана       | Гамора                 |
| Дејв Батиста      | Дракс Разарач          |
| Вин Дизел         | Грут                   |
| Бредли Купер      | Рокет                  |
| Мајкл Рукер       | Јонду Удонта           |
| Карен Гилан       | Небула                 |
| Пом Клементиф     | Мантис                 |
| Елизабет Дебики   | Ајеша                  |
| Крис Саливен      | Тејзерфејс             |
| Шон Ган           | Креглин Обфонтери      |
| Силвестер Сталоне | Стакар Огорд           |
| Курт Расел        | Иго                    |
| Мишел Јео         | Алета Огорд / Стархок  |